# Centro di meccanizzazione postale
Il centro di meccanizzazione postale (in sigla CMP), già centro di meccanizzazione primaria, è il luogo presso il quale vengono smistati grandi quantitativi di corrispondenza da parte di Poste Italiane.
In Italia sono operativi i seguenti CMP: Ancona, Bari, Bologna, Brescia, Cagliari Elmas, Catania, Firenze, Genova, Lamezia Terme, Milano Borromeo (situato in realtà a Peschiera Borromeo), Milano Roserio,  Napoli, Novara, Padova, Palermo, Roma Fiumicino, Roma Affile, Torino,  Venezia, Verona.
Affiancato al CMP di Milano Borromeo trova sede anche l'unico CSI (Centro Scambi Internazionali) d'Italia.

## Struttura
Un Centro di Meccanizzazione Postale è diviso in diverse sezioni.

### Transito
È il settore in cui confluiscono i mezzi di trasporto per la corrispondenza in arrivo e da cui partono i mezzi per la corrispondenza in uscita. La corrispondenza in arrivo viene smistata ai vari reparti per le successive lavorazioni.
Vi è una distinzione tra la corrispondenza diretta al bacino di utenza e quella diretta agli altri bacini (di competenza di altri CMP). I flussi in arrivo possono provenire sia dal bacino, e quindi contengono anche la posta per gli altri bacini, che da extra bacino, e quindi contengono in prevalenza posta per il bacino.
I flussi in arrivo dal bacino comprendono la posta raccolta dagli uffici postali della provincia di pertinenza, dalle altre province del bacino e dalle cassette di impostazione, oltre alla posta portata presso il CMP dai grandi clienti (prevalentemente stampe).
La posta in arrivo dal bacino e dalle cassette di impostazione viene avviata ai reparti per la lavorazione e lo smistamento; i flussi vengono divisi in posta meccanizzabile, posta voluminosa e posta registrata. La posta in partenza proviene principalmente dagli altri reparti già lavorata e pronta all'avviamento sia per il bacino che per l'extra bacino. La corrispondenza lavorata è divisa in contenitori per ogni diversa destinazione, che può essere un qualsiasi ufficio di recapito del bacino come di un altro CMP.

### Smistamenti
È il reparto che lavora la posta in arrivo e in partenza proveniente dal transito. La corrispondenza è divisibile in due categorie: meccanizzabile e voluminosa.
La corrispondenza meccanizzabile confluisce tutta nel SIACS per lo smistamento automatico, quella non riconosciuta dalla macchina viene codificata da operatori in codifica remota (videocodifica); in parole povere la macchina fotografa tutte le lettere che non riesce a codificare e le immagazzina in un buffer da dove poi le preleva in seguito alla codifica effettuata dagli operatori.
La corrispondenza voluminosa, invece, viene in parte immessa nella CFSM-V, dove subisce le medesime lavorazioni della corrispondenza immessa nel SIACS, e quella non lavorabile dalla macchina viene smistata manualmente. Una volta lavorata, la corrispondenza viene confezionata in raccoglitori di diverse dimensioni, a loro volta raggruppati e imballati in carrelli diretti ad un'unica località, che può essere un ufficio di recapito del bacino o un altro CMP, e viene avviata verso il settore transito per l'avviamento.

### Corrispondenza registrata
È il settore preposto alla lavorazione della corrispondenza registrata (raccomandata, assicurata e così via) sia in arrivo che in partenza. Come gli smistamenti, riceve il prodotto dal reparto transito e lo lavora per il successivo avviamento. Le lavorazioni avvengono allo stesso modo e la macchina di supporto è la CFSM-R.

### Trasporto
È il settore preposto alla gestione dei mezzi e del personale autista e che fornisce il supporto agli altri reparti.

### Accettazione grandi clienti
Reparto creato per accettare direttamente presso il CMP la posta fornita da clienti che muovono elevati quantitativi di corrispondenza. Il reparto provvede alla presa in consegna del prodotto già prelavorato dai clienti e pronto per la spedizione. Il prodotto arriva al reparto con mezzi del cliente oppure viene ritirato direttamente presso il cliente con mezzi di Poste italiane. L'accettazione dopo il controllo dell'avvenuto pagamento, la verifica e la registrazione delle spedizioni avvia il prodotto agli altri reparti per le lavorazioni di loro competenza (prodotto già imballato per destinazione al transito, prodotto non diviso per destinazione al reparto smistamento e al reparto posta registrata).

### Direzione e amministrazione
In questa voce è raggruppato tutto ciò che afferisce alla gestione e alla logistica del funzionamento degli altri reparti. Si tratta di personale che gestisce l'amministrazione e l'acquisto di beni (appalti, forniture, cancelleria, attrezzature...), nonché la gestione della sicurezza e della guardiania (accesso al centro, sicurezza e igiene del lavoro) e la gestione del personale (ferie, malattie, infortuni ecc.).

## Macchine utilizzate
Lo smistamento degli elevati volumi di corrispondenza (ad esempio nel 2004 nel CMP di Bologna sono stati lavorati in media 150.000 kg al giorno di prodotti postali) avviene utilizzando due tipologie di macchine differenti, in base al tipo di prodotto trattato:
- SIACS (Sistema Integrato di Accumulo, Codifica e Smistamento) per la posta massiva e per la posta prioritaria;
- CFSM (Compact Flat Sorting Machine) per le raccomandate (CFSM-R) e per la corrispondenza voluminosa (CFSM-V).

La posta assicurata viene invece lavorata a mano.